# Сан-Лоренсо (Аргентина)
Сан-Лоре́нсо (исп. San Lorenzo) — город в Аргентине в провинции Санта-Фе, центр департамента Сан-Лоренсо. Находится на северной окраине города Росарио, с которым связан железной дорогой и шоссе. Является городом-спутником агломерации Большой Росарио. Население города, согласно переписи 2001 года, составляло 43500 человек.

## История
В 1720 году Общество Иисуса построило в этой местности миссию, названную Сан-Мигель-де-Карканьяль (исп. San Miguel del Carcarañal). Монахи-миссионеры жили в основном натуральным хозяйством. Некоторые здания миссии находились у истока реки Сан-Лоренсо.
30 октября 1768 года указом короля Карлоса III иезуиты были отозваны из американских колоний. Миссия Сан-Мигель перешла под юрисдикцию Совета священнослужителей Санта-Фе и в 1774 году была продана с торгов.
1 января 1780 года часовня Сан-Мигель старой миссии перешла в руки небольшой группы францисканцев. В 1790 году францисканцам были подарены и окрестные земли. 6 мая 1796 года монахи переехали в новое здание — монастырь святого Карло Борромео, вокруг которого в будущем вырос город Сан-Лоренсо.
Точная дата основания Сан-Лоренсо неизвестна, но муниципальный совет в 1984 году решил считать официальным днём основания города 6 мая 1796 года. В этот день в город прибыли проповедники-францисканцы, которые начали проповедь Евангелия в этой местности.
Возле города 3 февраля 1813 года состоялась исторически важная битва, в которой борцы за независимость Аргентины под руководством Хосе де Сан-Мартина одержали победу под солдатами испанской короны. Это была первая битва в войне за независимость Аргентины и единственная под руководством Сан-Мартина, которая проходила на территории современной Аргентины. В Сан-Лоренсо есть музей, посвящённый этой битве, который находится в монастыре Сан-Карлос (построен в XVIII веке). 25 мая 1965 года в городе был установлен памятник генералу Сан-Мартину.
В Сан-Лоренсо была открыта первая государственная школа после Майской революции 1810 года.
12 апреля 1819 года в монастыре Сан-Карлос было подписано перемирие между Мануэлем Бельграно и Естанислао Лопесом.
16 января 1846 года генерал Лусио Норберто Мансилья встретился в бою с войсками роялистов возле монастыря Сан-Карлос.

## Экономика
Город расположен на правом берегу реки Парана и имеет речной порт.
Портовый комплекс Сан-Лоренсо — Сан-Мартин (исп. Complejo Portuario San Lorenzo - Puerto San Martín) — это группа частных терминалов и пристаней. Порт является крупнейшим экспортным центром страны — на него приходится 39,2 % аргентинского экспорта зерновых и масличных культур. Глубина воды порта составляет около 11 метров.
В порту Сан-Лоренсо также действует таможня.

## Достопримечательности

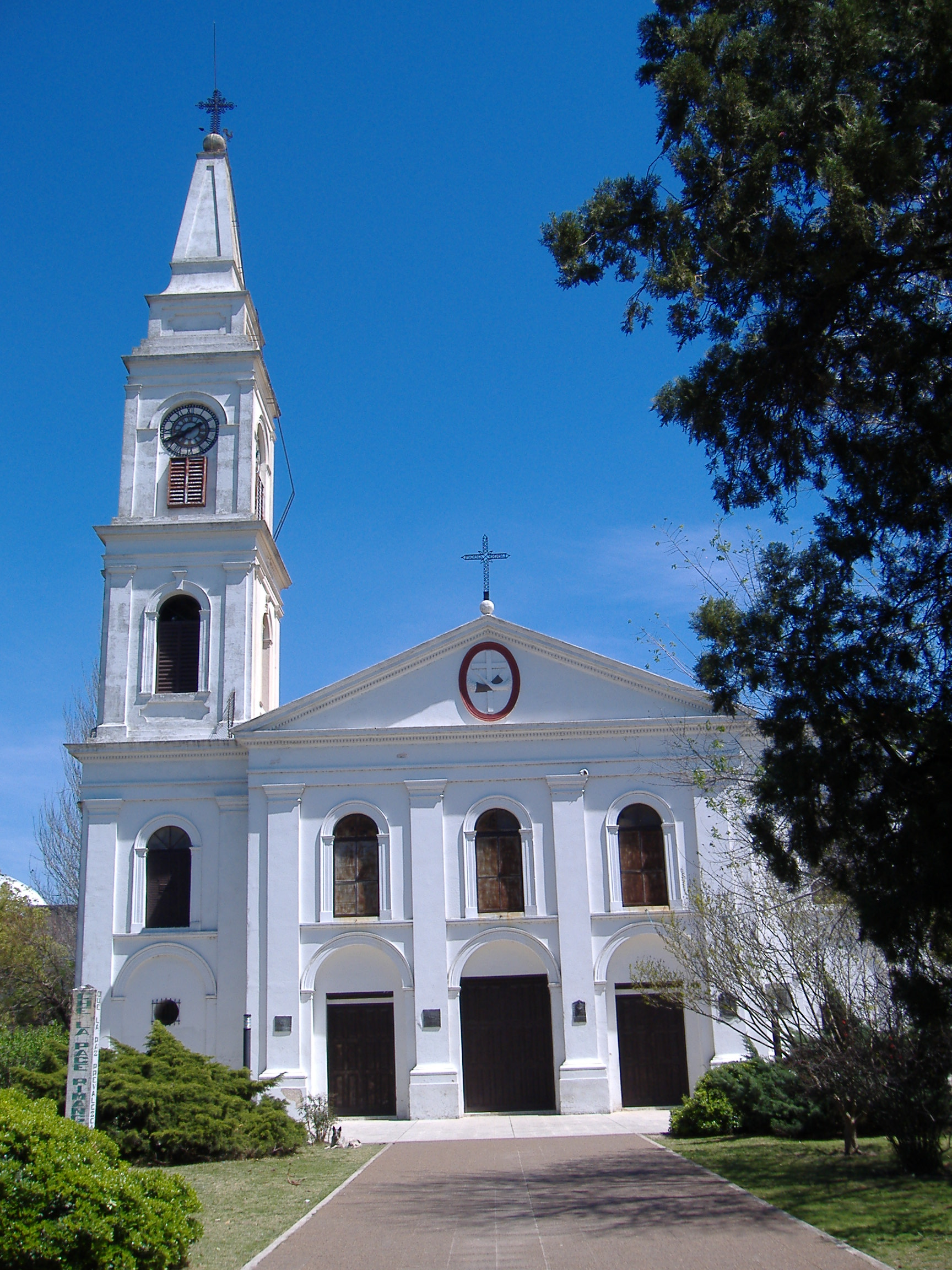
Монастырь Сан-Карлос

В Сан-Лоренсо находятся следующие достопримечательности:
- Исторический музей Монастырь Святого Карло Борромео (исп. Museo Histórico del Convento de San Carlos Borromeo) — бывший францисканский монастырь в колониальном стиле, построенный в 1792 году на месте часовни иезуитов на берегу реки Карканья. Перед битвой при Сан-Лоренсо в монастыре жил Хосе де Сан-Мартин и его войско. Также комплекс включает церковь 1807 года, построенную архитектором Хуаном Баутистою Сагисмундо. Сейчас в зданиях монастыря функционирует музей, который имеет экспозиции религиозного искусства, а также посвящённые истории самого храма и работе францисканцев, кладбище, где похоронены солдаты, которые погибли в битве при Сан-Лоренсо, комната-музей Сан-Мартина. 2 октября 1940 года монастырь был признан национальным памятником.
- Поле битвы при Сан-Лоренсо и памятник павшим в ней (исп. Campo de la Gloria), который также признан национальным памятником.

## Известные уроженцы
- Хавьер Маскерано — аргентинский футболист, полузащитник испанской «Барселоны» и капитан национальной сборной Аргентины, двукратный олимпийский чемпион (2004 и 2008).